# Chuyến bay 311 của Thai Airways International
Chuyến bay 311 của Thai Airways International (TG311/THA311) là chuyến bay từ Sân bay Quốc tế Don Mueang, Bangkok, Thái Lan đến Kathmandu, Sân bay quốc tế Tribhuvan của Nepal. Vào thứ Sáu, ngày 31 tháng 7 năm 1992, một chiếc Airbus A310-304 trên đường bay, đăng ký HS-TID, đã bị rơi khi tiếp cận Kathmandu. Vào lúc 07:00:26 UTC (12:45:26 NST; 14:00:26 ICT), chiếc máy bay đã đâm vào sườn núi cách Kathmandu 37 kilômét (23 mi) về phía bắc ở độ cao 11.500 foot (3.500 m) và tốc độ trên mặt đất là 300 hải lý trên giờ (560 km/h; 350 mph), giết chết tất cả 99 hành khách và 14 thành viên phi hành đoàn trên máy bay. Đây là tai nạn chết người đầu tiên liên quan đến Airbus A310.

## Máy bay và phi hành đoàn
Chuyến bay đầu tiên của máy bay diễn ra vào ngày 2 tháng 10 năm 1987, và nó được đưa vào phục vụ với hãng hàng không Canada Wardair theo số đăng ký C-FGWD. Wardair được Canadian Airlines International mua lại vào năm 1989 và các hoạt động của họ được hợp nhất và tích hợp dưới biểu ngữ của Canadian Airlines. Chiếc Airbus A310 này chính thức đi vào hoạt động với Hãng hàng không Canada từ ngày 15 tháng 1 năm 1990 (với cùng một đăng ký). Ngay sau đó, nó được bán cho Thai Airways International, hãng này nhận hàng vào ngày 9 tháng 5 năm 1990 và được đăng ký lại với tên HS-TID. Máy bay được trang bị hai động cơ phản lực General Electric CF6-80C2A2.
Vào thời điểm bị phá hủy vào ngày 31 tháng 7 năm 1992, chiếc máy bay đã hoạt động thương mại chưa đầy 5 năm. Nó được lái bởi Cơ trưởng Preeda Suttimai (41 tuổi) và Cơ phó Phunthat Boonyayej (52 tuổi), với phi hành đoàn gồm 12 tiếp viên chăm sóc 99 hành khách.

## Tai nạn
Chuyến bay 311 rời Bangkok lúc 10:30 giờ địa phương. Nó dự kiến đến Kathmandu lúc 12:55 NST. Sau khi đi vào không phận Nepal, các phi công đã liên lạc với kiểm soát không lưu (ATC) và được cho phép tiếp cận bằng thiết bị từ phía nam được gọi là "cách tiếp cận vòng quanh Sierra VOR" cho Đường băng 20. ATC của Nepal vào thời điểm đó không được trang bị radar.
Ngay sau khi báo cáo về việc sửa chữa Sierra 10 kilômét (6,2 mi; 5,4 nmi) về phía nam của Kathmandu VOR, chiếc máy bay đã gọi cho ATC yêu cầu chuyển hướng đến Calcutta, Ấn Độ, vì một "sự cố kỹ thuật". Trước khi ATC có thể trả lời, chuyến bay đã hủy bỏ đường truyền trước đó của họ. Chuyến bay sau đó đã được thông báo để tiếp cận thẳng Sierra tới Đường băng 02 và được thông báo báo cáo rằng đã rời khỏi độ cao 9.500 foot (2.900 m). Cơ trưởng đã hỏi nhiều lần về gió và tầm nhìn tại sân bay, nhưng ATC chỉ nói với anh ta rằng Đường băng 02 đã sẵn sàng.

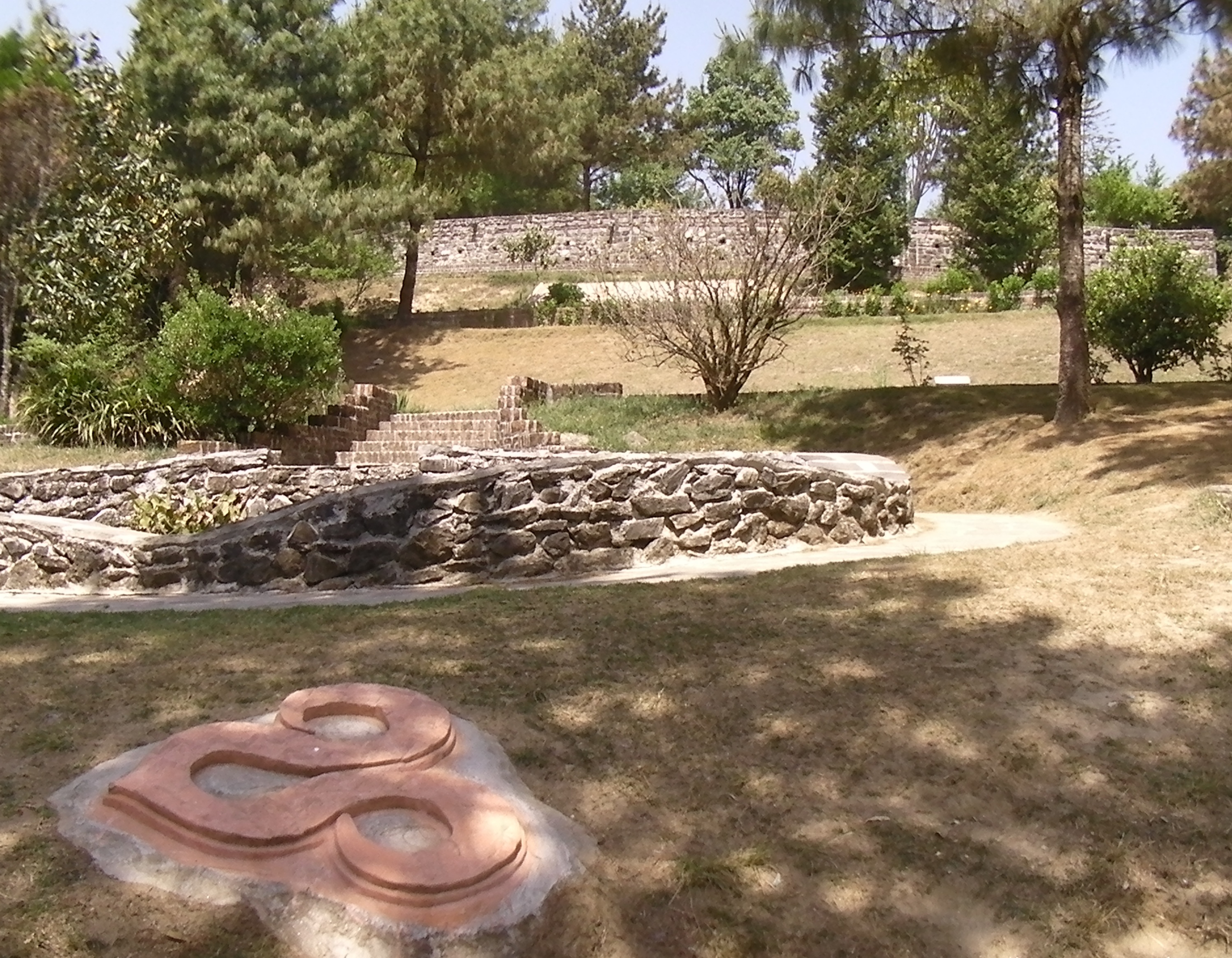
Công viên tưởng niệm ở Kakani, Nepal

Một số giao tiếp gây khó chịu và gây hiểu nhầm (một phần do vấn đề ngôn ngữ và một phần do thiếu kinh nghiệm của kiểm soát viên không lưu, người là thực tập sinh mới làm việc được 9 tháng) đã xảy ra giữa ATC và các phi công về độ cao và khoảng cách của Chuyến bay 311 so với sân bay.  Cơ trưởng đã xin phép rẽ trái bốn lần, nhưng sau khi không nhận được câu trả lời chắc chắn cho các yêu cầu của mình, anh ta thông báo rằng mình đang rẽ phải và leo máy bay lên mực bay 200. Bộ điều khiển điều khiển Chuyến bay 311 giả định từ đường truyền của chuyến bay rằng máy bay đã ngừng tiếp cận và đang chuyển hướng về phía nam, vì vậy anh ấy đã cho máy bay bay ở độ cao 11.500 foot (3.500 m), độ cao có thể an toàn ở khu vực phía nam sân bay. Chuyến bay hạ độ cao trở lại độ cao 11.500 ft, quay 360° và bay qua sân bay theo hướng bắc.
Vài giây trước khi va chạm, hệ thống cảnh báo khoảng cách gần mặt đất (GPWS) được kích hoạt và phát ra âm thanh báo động cảnh báo phi hành đoàn về vụ va chạm sắp xảy ra với các ngọn núi. Cơ phó Boonyayej đã cảnh báo Cơ trưởng Suttimai và thúc giục anh ta quay đầu máy bay, nhưng có thể do quá thất vọng về việc liên lạc với ATC, Suttimai đã tuyên bố sai rằng GPWS chỉ đưa ra báo cáo sai. Máy bay đã đâm vào một mặt đá dựng đứng ở một khu vực hẻo lánh của Công viên Quốc gia Langtang ở độ cao 11.500 foot (3.500 m), khiến tất cả 113 người trên máy bay thiệt mạng.

## Điều tra
Các nhà điều tra từ Cơ quan Hàng không Dân dụng Nepal, Airbus Industrie và Ban An toàn Giao thông Canada (đã hỗ trợ về các chi tiết kỹ thuật) đã xác định rằng máy bay đã gặp phải một lỗi nhỏ trong hoạt động của cánh tà sau bên trong ngay sau khi máy bay đến Sierra. báo cáo khắc phục. Lo ngại rằng cách tiếp cận phức tạp vào Kathmandu trong điều kiện thiết bị sẽ khó khăn với các cánh tà bị trục trặc và thất vọng trước ATC cũng như câu trả lời yếu ớt và thiếu thuyết phục của cơ phó cho các câu hỏi của anh ta, cơ trưởng quyết định chuyển hướng đến Calcutta. Các cánh tà đột nhiên bắt đầu hoạt động bình thường, nhưng cơ trưởng buộc phải tự mình giải quyết nhiều khía cạnh hơn của cách tiếp cận khó khăn do cơ phó của anh ta thiếu chủ động. Chỉ sau nhiều lần trao đổi cực kỳ khó chịu với ATC, cơ trưởng mới có thể có được thông tin thời tiết đầy đủ cho sân bay, nhưng lúc đó anh ta đã tràn qua Kathmandu và máy bay đang hướng về phía Himalayas.
Các nhà chức trách Nepal nhận thấy rằng nguyên nhân có thể xảy ra của vụ tai nạn là do cơ trưởng và kiểm soát viên không lưu mất nhận thức tình huống; các vấn đề về ngôn ngữ và kỹ thuật khiến đội trưởng cảm thấy bực bội và khối lượng công việc lớn; cơ phó thiếu chủ động và trả lời thiếu thuyết phục các câu hỏi của cơ trưởng; sự thiếu kinh nghiệm của người kiểm soát không lưu, trình độ tiếng Anh kém và miễn cưỡng can thiệp vào những gì anh ta coi là các vấn đề của phi công như phân tách địa hình; giám sát kém của kiểm soát viên không lưu thiếu kinh nghiệm; Thai Airways International không cung cấp chương trình đào tạo mô phỏng cách tiếp cận phức tạp ở Kathmandu cho các phi công của mình; và sử dụng không đúng cách hệ thống quản lý chuyến bay của máy bay.
Trong khi đi bộ lên núi Himalaya để đến nơi gặp nạn, một điều tra viên người Anh của Airbus, Gordon Corps (62), đã chết vì say độ cao. Corps đã có hơn 11.500 giờ bay và là phi công thử nghiệm cấp cao cho Airbus.

## Nạn nhân
| Quốc tịch      | Hành khách | Phi hành đoàn | Tổng |
| -------------- | ---------- | ------------- | ---- |
| Bỉ             | 5          | -             | 5    |
| Canada         | 2          | -             | 2    |
| Đức            | 4          | -             | 4    |
| Hàn Quốc       | 2          | -             | 2    |
| Hoa Kỳ         | 11         | -             | 11   |
| Israel         | 2          | -             | 2    |
| Nepal          | 23         | -             | 23   |
| New Zealand    | 1          | -             | 1    |
| Nhật Bản       | 17         | -             | 17   |
| Phần Lan       | 5          | -             | 5    |
| Thái Lan       | 21         | 14            | 35   |
| Tây Ban Nha    | 3          | -             | 3    |
| Úc             | 1          | -             | 1    |
| Vương quốc Anh | 2          | -             | 2    |
| Tổng           | 99         | 14            | 113  |

## Hậu quả
Thai Airways đã dừng chuyến bay số 311 sau vụ tai nạn, cùng với chuyến bay đối tác số 312, đã được sử dụng cho chuyến bay đi từ Kathmandu đến Bangkok. Chúng được thay thế bằng chuyến bay số 319 và 320 tương ứng. Các chuyến bay được thiết kế lại này tiếp tục được khai thác bằng máy bay Airbus A310 cho đến khi loại này được hãng hàng không ngừng hoạt động và thay thế bằng máy bay Boeing 777 vào năm 2001. Phần còn lại của chiếc máy bay vẫn có thể được nhìn thấy trong Công viên Quốc gia Langtang trên hành trình từ Ghopte đến đèo Tharepati
59 ngày sau thảm họa Chuyến bay 311, Chuyến bay 268 của Pakistan International Airlines đã bị rơi khi tiếp cận Kathmandu, giết chết tất cả 167 người trên máy bay.